# 고대 아르메니아 왕국
대아르메니아 왕국(아르메니아어: Մեծ Հայքի թագավորություն 메츠 하이키 타그하보르투윤)은 기원전 331년부터 서기 428년까지 아르메니아 지역을 중심으로 존재한 고대 근동의 왕국이다. 대아르메니아(아르메니아어: Մեծ Հայք 메츠 하이크, 라틴어: Armenia Maior 아르메니아 마이오르[*]) 혹은 단순히 아르메니아라고도 하며, 전성기인 티그라네스 2세 시기는 특별히 아르메니아 제국이라고 명명하기도 한다.

## 역사
건국 이전에는 아케메네스 제국의 사트라피 중 하나인 아르메니아 사트라피였으며 기원전 331년 예르반드 왕조 출신의 미흐란에 의해 건국되었다. 이후 셀레우코스 제국이 쇠퇴하고 있던 기원전 190년 아르타셰사 1세에 의해 아르타셰산 왕조로 교체되었다. 이후 대아르메니아는 시리아, 레바논에서 캅카스의 일부와 터키 동부 지역으로 영토를 확장하였다. 한동안 대아르메니아는 동방의 가장 강력한 나라 중의 하나였으며, 특히 티그란 1세 시대가 전성기로, 티그라네스 2세는 한때 셀레우코스 제국의 군주가 되기도 했다.
그러나 기원전 66년 티그라노케르타 전투에서 아르메니아 - 폰토스 동맹의 최종 패배 이후 고대 로마의 영향권에 들어갔다. 이후 로마 제국이 세워지자 대아르메니아는 속국이 되었고, 로마 장군 티베리우스는 티그란 5세를 왕위에 복위시키기도 했다. 기원후 302년 티리다테스 3세가 기독교를 세계에서 최초로 공인하였다.
387년 아르메니아 왕국은 비잔티움 제국과 사산 제국의 조약에 따라 비잔틴령 아르메니아와 사산령 아르메니아로 분할 합병되었다. 왕국은 428년 아르사케스 왕조의 마지막 국왕이 폐위됨으로써 멸망하였고, 9세기에 바그라투니조 아르메니아가 다시 등장하기 전까지 아르메니아는 독립을 얻지 못하였다.